# Diethelm Blarer von Wartensee

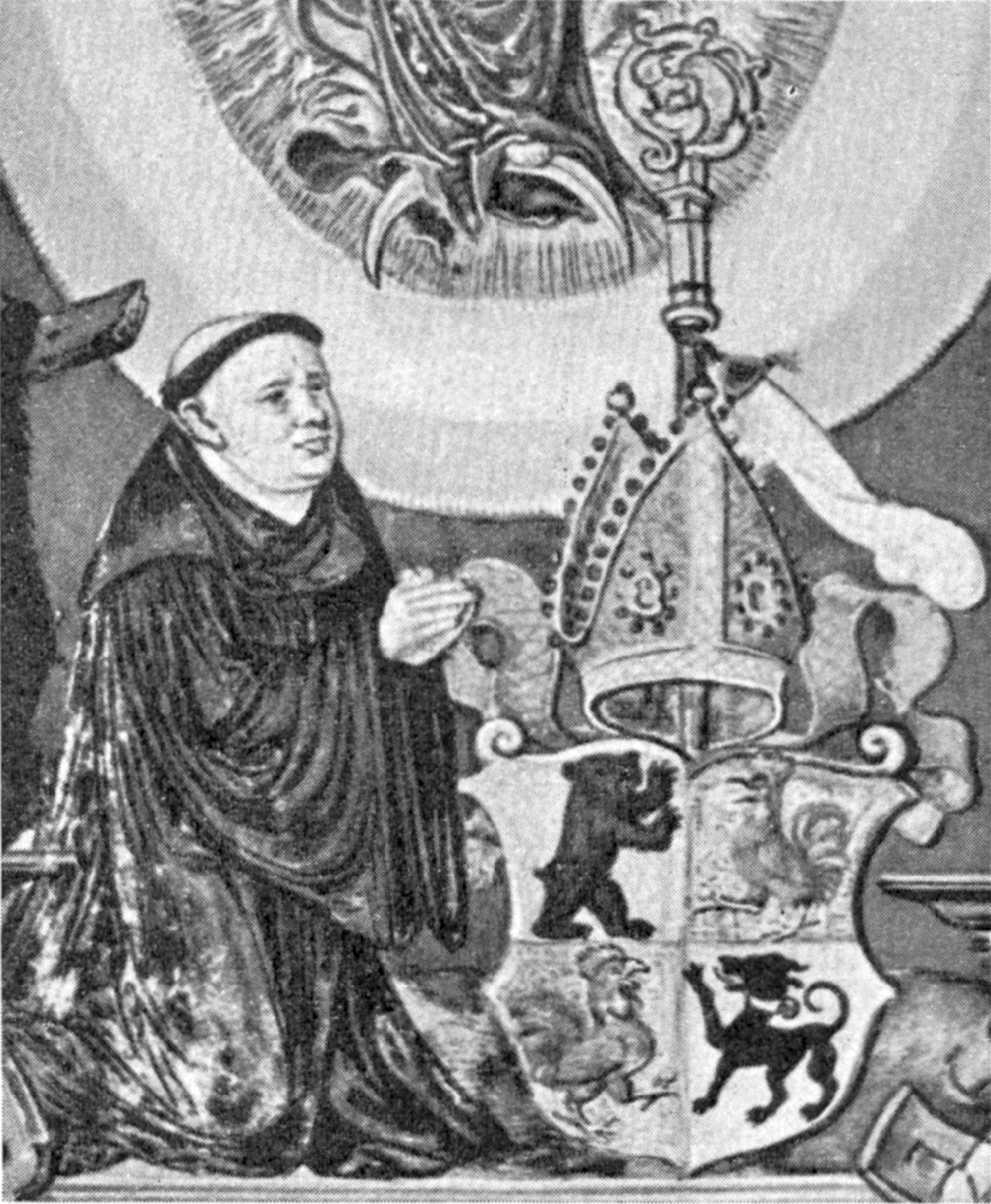
Wappen des Abtes Diethelm Blarer von Wartensee

Diethelm Blarer von Wartensee (* 1503 auf Schloss Wartensee bei Rorschach; † 18. Dezember 1564 in Rorschach) war von 1530 bis 1564 Abt des Klosters St. Gallen.

## Leben
Diethelms Vater Jakob von Wartensee war Obervogt zu Rorschach. Seine Mutter war Apollonia von Syrgenstein. Diethelm besuchte in Lindau die Lateinschule. Für 1523 ist er als Konventuale im Kloster St. Gallen bezeugt. Seit 1528 amtete er als Statthalter in Rorschach. Zum Abt wurde er am 19. September 1530 in Mehrerau gewählt. Die päpstliche Konfirmation erhielt er am 22. Mai 1531 von Clemens VII. Bereits zuvor (am 10. Oktober 1530) hatte ihm Kaiser Karl V. die Regalien verliehen. Nachdem er sich in Zug der Unterstützung der fünf katholischen Orte der Eidgenossenschaft versichert hatte, liess er sich am 12. Dezember 1531 in Wil, wenige Tage später auch in Lömmenschwil und Gossau von seinen Untertanen huldigen. Die Weihe empfing er schliesslich am 28. April 1532 durch Weihbischof Melchior Fattlin.

## Wirken
Abt Diethelm Blarer von Wartensee gelang es mit dem Wiler Vertrag von 1538, Toggenburg wieder in das Herrschaftsgebiet der Abtei St. Gallen einzugliedern. Als Fürstabt sah er sich 1559 mit dem sogenannten Rorschacher Putsch konfrontiert, der sich gegen die Leibherrschaftsrechte der Abtei richtete. In kirchlicher Hinsicht bemühte er sich um eine Erneuerung des Katholizismus und um die Restitution der klösterlichen Jurisdiktionsrechte. Ausserdem führte er eine harte Hand gegen die Täufer unter seinen Untertanen. Am 28. Februar 1532 restituierte die Stadt St. Gallen das Kloster und garantierte den Katholiken die freie Religionsausübung im abgegrenzten Klosterbezirk. In seiner Amtszeit wuchs die Zahl der Konventualen stetig an. 1555 wurde dann auch das Kloster St. Johann im Thurtal aufgrund eines päpstlichen Entscheids dem Kloster St. Gallen inkorporiert.
Abt Diethelm erwies sich als eifriger Förderer der katholischen Gelehrsamkeit. Am 6. Juni 1551 legte er im Kloster St. Gallen den Grundstein zum neuen Bibliotheksgebäude. Etliche seiner Konventualen entsandte er zu Studienzwecken nach Dillingen, später auch nach Paris. Im Bemühen um die Erneuerung des religiösen Lebens ordnete er die Rückführung der Reliquien des heiligen Otmars nach St. Gallen an, nachdem diese während der Reformationswirren nach Einsiedeln evakuiert worden waren. Ausserdem setzte er St. Galler Konventualen als Reformäbte in Wettingen (Peter Eichhorn) und Fischingen (Markus Schenkli) ein. Wohl aufgrund dieser Bemühungen um die Katholische Reform erhielt er 1543 und 1551 Einladungen für das Konzil von Trient, denen er aber nicht Folge leistete.